# 索菲婭 (北卡羅萊納州)
索菲婭（英語：Sophia）是位於美國北卡羅萊納州蘭道夫縣的非建制地區。

## 歷史
索菲婭的郵局自1891年營運至今。

## 地理
索菲婭所處的海拔為高於海平面235米（即771英呎），而該地所採用的時區為UTC-5，即北美东部时区（EST）。同時該地設有夏令時間，為UTC-5調快一小時，即UTC-4（EDT）。